# Rånö Ängsholme
Rånö Ängsholme este o arie protejată (arie specială de conservare — SAC, sit de importanță comunitară — SCI) din Suedia întinsă pe o suprafață de 54,5 ha, integral pe uscat.

## Localizare
Centrul sitului Rånö Ängsholme este situat la coordonatele 58°56′38″N 18°11′00″E / 58.9439°N 18.1833°E.

## Înființare
Situl Rånö Ängsholme a fost declarat sit de importanță comunitară în ianuarie 1998 pentru a proteja un număr necunoscut de specii din flora spontană și fauna sălbatică aflate în arealul zonei. Situl a fost protejat și ca arie specială de conservare în martie 2011.

## Biodiversitate
Situată în ecoregiunile boreală și marină baltică, aria protejată conține 6 habitate naturale: Pășuni de coastă din Baltica boreală, Bancuri de nisip acoperite în permanență slab de apă marină, Lagune de coastă, Pante stâncoase silicioase cu vegetație casmofită, Pășuni din zone de pădure fino-scandinave, Recifuri.
La baza desemnării sitului se află un număr nedeclarat de specii protejate.